# Please Like Me
Please Like Me è una serie televisiva australiana ideata e interpretata dal comico Josh Thomas, e trasmessa dal 28 febbraio 2013 sul canale ABC2 in Australia e dal 1º agosto 2013 su Pivot negli Stati Uniti d'America.
In Italia la serie è stata resa disponibile in lingua originale con sottotitoli in italiano da Netflix. Le prime tre stagioni sono state pubblicate il 2 dicembre 2016, mentre la quarta e ultima stagione il 6 febbraio 2017. 

## Trama
Josh è un ventenne che si rende conto di essere gay quando, dopo aver rotto con la fidanzata Claire, il collega di un suo amico ci prova con lui. Il ragazzo deve affrontare questa nuova realtà e allo stesso tempo le dinamiche all'interno della sua problematica famiglia: sua madre Rose, divorziata dal marito, sta attraversando un periodo di depressione e sua zia Peg è irritante.

## Episodi
| Stagione         | Episodi | Prima TV Australia | Prima TV Italia |
| ---------------- | ------- | ------------------ | --------------- |
| Prima stagione   | 6       | 2013               | 2016            |
| Seconda stagione | 10      | 2014               | 2016            |
| Terza stagione   | 10      | 2015               | 2016            |
| Quarta stagione  | 6       | 2016               | 2017            |

## Produzione
La serie è ideata e sceneggiata da Josh Thomas, che interpreta anche il protagonista Josh. È prodotta da Todd Abbott e tutti gli episodi sono diretti da Matthew Saville. Thomas e Abbott hanno sviluppato insieme la serie per quattro anni; in seguito hanno avuto una serie di riunioni con la Australian Broadcasting Corporation. Abbott ha avuto cura di presentare la serie come drammatica, anziché come sitcom. Thomas ha concepito la serie come un prodotto originale e nuovo, e si è impegnato per raggiungere una sceneggiatura onesta e una recitazione spontanea.
Inizialmente Please Like Me doveva essere trasmesso da ABC1, ma in seguito è stato spostato al canale digitale ABC2, ritenuto più adatto alla sua messa in onda, in quanto il target di quest'ultimo è più giovane mentre quello del primo è il pubblico di tutte le età. Lo spostamento ha dato adito a critiche nei confronti dell'azienda australiana, accusata di ritenere i contenuti della serie "troppo gay" per il suo canale principale. La serie è stata comunque trasmessa, sei mesi dopo la prima TV, anche da ABC1, nella programmazione notturna del settembre 2013. 
Il 26 luglio 2013 è stato annunciato il rinnovo della serie per una seconda stagione da dieci episodi, mentre è stata rinnovata per una terza stagione, sempre di dieci episodi, in data 23 luglio 2015.
Il 7 luglio 2016 viene annunciato il rinnovo di una quarta stagione di 6 episodi.
Il 2 febbraio 2017 viene annunciato che la quarta stagione sarebbe stata l'ultima della serie.